# Junichi&JJr
Junichi&JJr（じゅんいちアンドジャニーズジュニア）とは、1995年に結成された、かつてジャニーズ事務所内に存在した期間限定ユニットである。コーラスには当時ジャニーズJr.だった滝沢秀明や今井翼も参加していた。

## メンバー
- 山本淳一（元光GENJI、解散後に参加）

『0点チャンピオン』時
- 大野智
- 生田斗真
- 鎌田淳
- 尾身和樹
- 広野真一郎
- 吉田大地

『こうしちゃいられない』時
- 大野智
- 生田斗真
- 浜田一男
- 松本淳一
- 鎌田淳
- 尾身和樹
- 広野真一郎

## ディスコグラフィー

### シングル
1. 0点チャンピオン （1995年12月6日）
  - 作詞：秋元康、作曲・編曲：馬飼野康二
  - （C/W） 終わらないSCHOOL DAYS - 作詞：秋元康[1]、作曲・編曲：馬飼野康二
2. こうしちゃいられない （1996年5月2日）
  - 作詞：松井五郎、作曲・編曲：馬飼野康二、コーラス編曲：曳田修
  - （C/W） SING!! - 作詞：松井五郎、作曲・編曲：馬飼野康二、コーラス編曲：曳田修

### アルバム
1. 忍たま乱太郎 オリジナル・サウンドトラック 其ノ参 （1996年1月19日）
  - あの夏が聞こえる （Junichi 名義） - 作詞：松井五郎、作曲・編曲：馬飼野康二
  - 春は…るんるんるん （Junichi&忍術学園合唱隊 名義） - 作詞：松井五郎、作曲・編曲：馬飼野康二

## タイアップ
| 曲名                   | タイアップ                                                                              |
| ---------------------- | --------------------------------------------------------------------------------------- |
| こうしちゃいられない   | NHK教育アニメ『忍たま乱太郎 第4シリーズ』エンディングテーマ 『映画 忍たま乱太郎』挿入歌 |
| SING!!                 | NHK教育アニメ『忍たま乱太郎』イメージソング                                             |
| 0点チャンピオン        | NHK教育アニメ『忍たま乱太郎 第3シリーズ』エンディングテーマ                             |
| 終わらない SCHOOL DAYS | NHK教育アニメ『忍たま乱太郎 第3シリーズ』エンディングテーマ                             |

| 曲名             | タイアップ                                  |
| ---------------- | ------------------------------------------- |
| あの夏が聞こえる | NHK教育アニメ『忍たま乱太郎』イメージソング |

| 曲名                | タイアップ                                  |
| ------------------- | ------------------------------------------- |
| 春は･･･るんるんるん | NHK教育アニメ『忍たま乱太郎』イメージソング |